# Hoplodrina uniformis
Hoplodrina uniformis là một loài bướm đêm trong họ Noctuidae.